# Sulcobruchus rubropygialis
Sulcobruchus rubropygialis is een keversoort uit de familie bladkevers (Chrysomelidae). De wetenschappelijke naam van de soort werd in 1913 gepubliceerd door Maurice Pic.